# ウィリアムズバーグ (バージニア州)

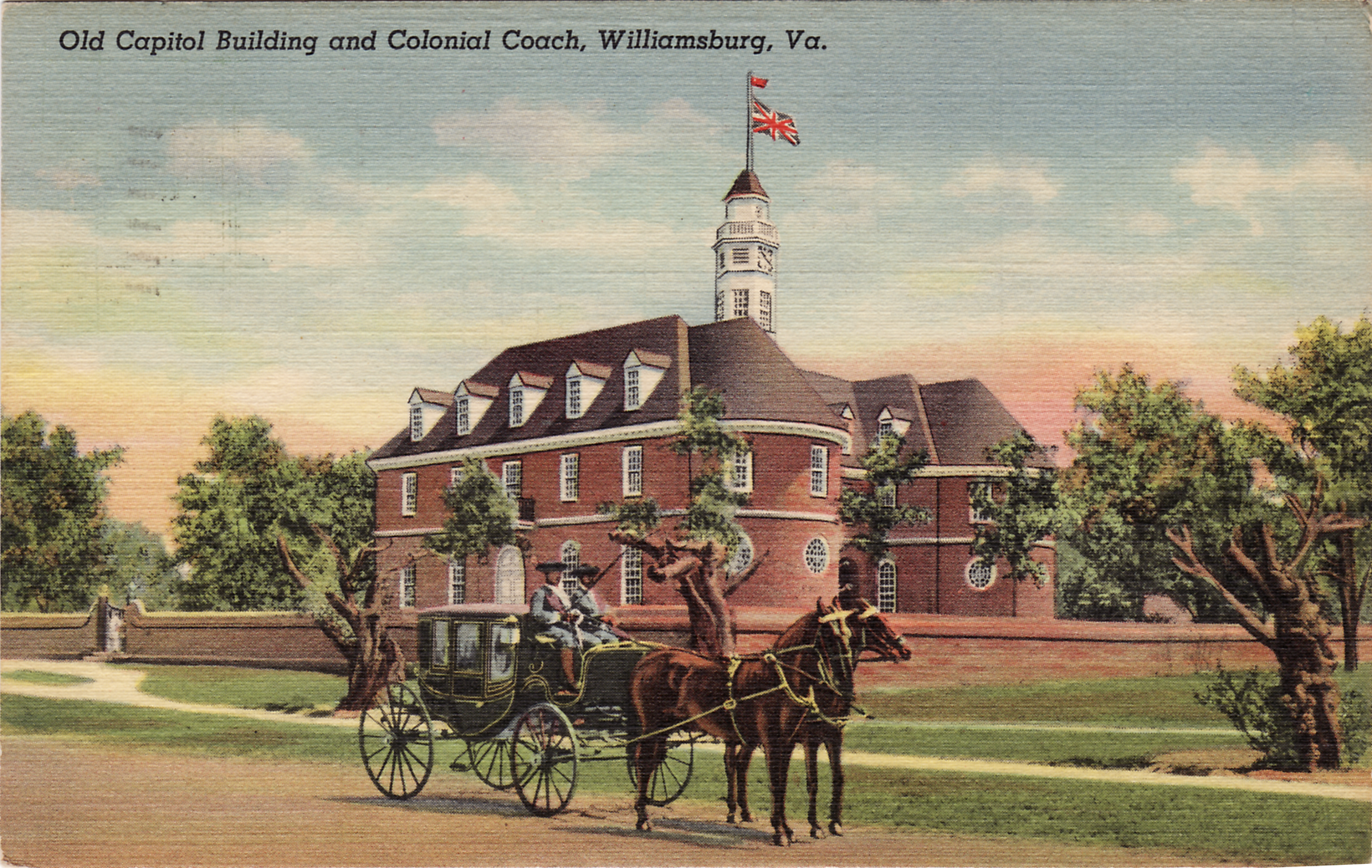
ウィリアムズバーグ議事堂

ウィリアムズバーグ（Williamsburg）は、アメリカ合衆国バージニア州ハンプトン・ローズ大都市圏の構成都市である。2010年に行われた米国国勢調査で総人口14,068人とされ、そこから九年後には14,954人と推定されている。前述したもののほか、バージニア半島に含まれるこの市はハンプトン・ローズ大都市圏の北部にあり、ジェームズシティ郡とヨーク郡と接する。また、ジェームズシティの郡庁所在地も兼ねているが、公式には独立市である。
この都市は市内にある旧英領バージニア植民地地域を再現したコロニアル・ウィリアムズバーグや1693年に設立され、全米第2の歴史を持ち、南部にある9つの植民地時代の大学の中で唯一のウィリアム・アンド・メアリー大学があることなどで知られている。その大学には3人のアメリカ大統領経験者や米国の建国初期における重要人物が輩出されている。
また、この都市はジェームズ川とヨーク川の間の高台にある要塞化された集落と中くらいのプランテーションとして1632年に建設され、イギリス植民地時代の1699年から1780年までバージニア植民地の首都として機能し、ウィリアムズバーグ議事堂（en:Capitol (Williamsburg, Virginia)）が置かれた。後にアメリカ独立戦争に繋がることになるバージニア植民地の政局の中心であった。

## 歴史
ウィリアムズバーグは、バージニア植民地（現バージニア州）の2代目の首都（1699–1779年）であった。1代目はジェームズタウン（1607–1699年）で、3代目はリッチモンド（1780-現在）である。
同市は、かつてはジェームズシティ郡の一部であったが、1884年に独立市となった。

### G7サミット
第9回先進国首脳会議は、1983年にウィリアムズバーグで開催され、サミット関係国は増大する負債危機、軍縮及びソビエト連邦(ソ連)とG7との協力、そしてソ連が東欧にRSD-10中距離弾道ミサイルを展開したことに対し、アメリカがパーシングII準中距離弾道ミサイルを配備すべきか否かの4点を話し合った。

## 地理
ウィリアムズバーグは、北緯37°16'29秒、西経76°42'30秒 (37.274882, -76.708339) に位置している。
アメリカ合衆国統計局によると、この都市は総面積22.5 km2 (8.7 mi2) である。このうち22.1 km2 (8.5 mi2) が陸地で0.3 km2 (0.1 mi2) が水域である。総面積の1.50%が水域となっている。

### 隣接する郡
- バージニア州ヨーク郡 (東)
- バージニア州ジェームズシティ郡 (西)

イギリスによる北米最初の恒久的植民地ジェームズタウンはジェームズシティ郡内のジェームズ川岸に位置していた。また、アメリカ独立戦争でアメリカ軍の勝利を決定付けたヨークタウンの戦いが行われたヨークタウンはヨーク郡内に位置している。これら、ジェームズタウン、ウィリアムズバーグ、ヨークタウンは、コロニアル・パークウェイで結ばれ、歴史的三角形を形成している。

## 交通
- ウィリアムズバーグ駅はアムトラックの停車駅である。

## 人口動勢
2000年国勢調査で、この都市は人口11,998人、3,619世帯、及び1,787家族が暮らしている。人口密度は542.4/km² (1,404.1/mi²) である。175.4/km² (454.1/mi²) の平均的な密度に3,880軒の住宅が建っている。この都市の人種的な構成は白人79.54%、アフリカン・アメリカン13.34%、ネイティブ・アメリカン0.27%、アジア4.58%、太平洋諸島系0.06%、その他の人種0.75%、及び混血1.47%である。人口の2.52%はヒスパニックまたはラテン系である。
この都市の世帯ごとの平均的な収入は37,093 USドルであり、家族ごとの平均的な収入は52,358 USドルである。男性は28,625 USドルに対して女性は26,840 USドルの平均的な収入がある。この都市の一人当たりの収入 (per capita income) は18,483 USドルである。人口の18.3%及び家族の9.3%は貧困線以下である。全人口のうち18歳未満の29.7%及び65歳以上の5.5%は貧困線以下の生活を送っている。